# گردن‌کوتاه
گردن‌کوتاه (نام علمی: Brachauchenius) نام یک سرده از تیره بیش‌خزندگان است.